# 마스터셰프 (미국의 텔레비전 프로그램)
《마스터셰프》는 2010년부터 미국 FOX에서 매년 방영 중인 서바이벌 프로그램이다. 현재 시즌 12가 방영 중이다.

## 심사위원
- 고든 램지 (시즌1~12)
- 그래이엄 엘리엇 (시즌1~6)
- 조 배스티아니치 (시즌1~5, 9~12)
- 크리스티나 토시 (시즌6~8)
- 게스트 저지 (시즌7)
- 아론 산체스 (시즌8~12)

## 우승자
- 시즌1 : 휘트니 밀러
- 시즌2 : 제니퍼 벰
- 시즌3 : 크리스틴 하
- 시즌4 : 루카 만페
- 시즌5 : 코트니 라프레시
- 시즌6 : 클라우디아 산도발
- 시즌7 : 션 오닐
- 시즌8 : 디노 앤젤로 루시아노
- 시즌9 : 제론 허트
- 시즌10 : 도리안 헌터
- 시즌11 : 켈시 머피
- 시즌12 :